# Василишковский сельсовет
Василишковский сельсовет (бел. Васілішкаўскі сельсавет) — административная единица на территории Щучинского района Гродненской области Белоруссии. Административный центр — агрогородок Василишки. Население — 3145 (2009).

## История
Сельсовет создан 12 октября 1940 года в составе Василишковского района Барановичской области БССР. Центр — деревня Старые Василишки. С 20 сентября 1944 года — в составе Гродненской области.
3 августа 1954 года упразднён городской посёлок Василишки. С 20 января 1960 года в составе Радунского района, с 25 декабря 1962 года — в составе Щучинского района.
20 сентября 2002 года в состав сельсовета включены 22 населённых пункта (Битевцы, Большая Невиша, Догели, Долиняны, Дробуши, Ескевичи, Зброжки, Козулишки, Коревичи, Кроньки, Лычковцы, Малая Невиша, Малые Козлы, Примаки, Псярцы, Рогелевцы, Стодоляны, Трайги, Трудовая, Ходели, Шейбаки, Шермичи), исключённые из состава Бакштовского сельсовета.  
13 сентября 2013 года в сельсовет включены 20 населённых пунктов упразднённого Бакштовского сельсовета и 24 населённых пункта упразднённого Головичпольского сельсовета. 
30 декабря 2014 года из Первомайского сельсовета переданы деревни Войниловцы, Стародворцы, Старый Двор. 
27 декабря 2016 года из Можейковского сельсовета передана деревня Нарчи. 
26 мая 2017 года были упразднены деревня Большая Невиша, хутора Забродье, Заневиша, Песчина.

## Состав
Василишковский сельсовет включает 92 населённых пункта:
- Александровка — деревня.
- Артюши — деревня.
- Бакшты — агрогородок.
- Банюки — деревня.
- Биговщина — хутор.
- Битевцы — деревня.
- Большие Козлы — деревня.
- Большие Пугачи — деревня.
- Борейшишки — хутор.
- Бояры — деревня.
- Великое Село — деревня.
- Войниловцы — деревня.
- Войщуки — деревня.
- Василишки — агрогородок.
- Видовка — деревня.
- Воейковцы — деревня.
- Гайковщина — деревня.
- Глебовцы — деревня.
- Глиничи — деревня.
- Головичполье — агрогородок.
- Голосовичи — деревня.
- Губичи — деревня.
- Гудишки — деревня.
- Гуменники — деревня.
- Гурнофель — агрогородок.
- Дворчаны — деревня.
- Дегтяры — деревня.
- Догели — деревня.
- Долиняны — деревня.
- Дробуши — деревня.
- Ескевичи — деревня.
- Заречье — хутор.
- Зброжки — деревня.
- Зеневичи — деревня.
- Зыболы — деревня.
- Клешняки — деревня.
- Козулишки — деревня.
- Константиновка — деревня.
- Коревичи — деревня.
- Коробки — деревня.
- Кощицы — деревня.
- Костенево — деревня.
- Красная — деревня.
- Кроньки — деревня.
- Круповщизна — деревня.
- Ладыга — деревня.
- Лазовцы — деревня.
- Лелюшевцы — деревня.
- Лычковцы — деревня.
- Ляховка — деревня.
- Малая Невиша — деревня.
- Малые Козлы — деревня.
- Малые Пугачи — деревня.
- Малятычи — деревня.
- Марковцы — деревня.
- Матюки — деревня.
- Минютевка — деревня
- Мосевцы — деревня.
- Мотевцы — деревня.
- Мякиши — деревня.
- Нарчи — деревня.
- Наумовцы — деревня.
- Новые Герники — деревня.
- Олешковцы — деревня.
- Пильчуки — деревня.
- Плебановцы — деревня.
- Плётки — деревня.
- Примаки — деревня.
- Псярцы — деревня.
- Рачковщина — хутор.
- Рогелевцы — деревня.
- Рознятычи — деревня.
- Рудово — деревня.
- Русановцы — деревня.
- Русачки — деревня.
- Савичи — деревня.
- Сандыковщизна — деревня.
- Свириды — деревня.
- Скелдычи — деревня.
- Стародворцы — деревня.
- Старые Василишки — деревня.
- Старые Герники — деревня.
- Старый Двор — деревня.
- Стодоляны — деревня.
- Трайги — деревня.
- Трудовая — деревня.
- Углы — хутор.
- Ходели — деревня.
- Шкеры — деревня.
- Шейбаки — деревня.
- Шермичи — деревня.
- Шкордь — деревня.

## Население
Согласно переписи 2009 года на территории сельсовета проживало 3145 человек, среди которых 77,6 % — поляки, 17,7 % — белорусы, 3,4 % — русские.

## Культура
- Историко-краеведческий музей «Вытокі» в агрогородке Головичполье

## Достопримечательность
- Церковь Святого Иоанна Крестителя в агрогородке Василишки
- Костёл Святых Петра и Павла в деревне Старые Василишки